# Melanophthalma atripennis
Melanophthalma atripennis es una especie de coleóptero de la familia Latridiidae.

## Distribución geográfica
Habita en Ruanda.